# 新墟街市
新墟街市（英語：San Hui Market），是香港屯門新墟一座獨立單層式街市，於1982年1月19日落成啟用，位於新界屯門河傍街180號。街市設有大小333個攤檔。在2003年開始進行工程改善新墟街市內外的設施，經過大約一年時間，新墟街市亦加裝空調系統工程。